# Rhyacophila chandragoupta
Rhyacophila chandragoupta är en nattsländeart som beskrevs av Schmid 1959. Rhyacophila chandragoupta ingår i släktet Rhyacophila och familjen rovnattsländor. Inga underarter finns listade i Catalogue of Life.